# Путь к новой жизни
«Путь к новой жизни» (хинди जागृति, Jaagruti, дословно — «Пробуждение») — индийский боевик, вышедший в прокат 3 июля 1992 года.

## Сюжет
Глава мафии хочет сделать одного из своих людей, Сундарлала (Прем Чопра) главным министром, чтобы безнаказанно заниматься преступной деятельностью. Но на его пути стоят честный и неподкупный работник таможни Вишал (Панкадж Дхир) и его брат Джугну (Салман Хан), проводящий все своё время со своей подругой Шаллу (Каришма Капур). Однажды члены преступной группировки похищают Вишала и зверски убивают его на глазах у брата. После убийства Джугну также исчезает и считается погибшим. Об этом случае докладывают главному министру Омиджи, который пытается найти виновных. Чтобы помешать расследованию, преступный клан фабрикует уголовное дело против сына Омиджи, который якобы продавал в больницы испорченную глюкозу, что повлекло за собой смерть пациентов. Из-за этого давления главный министр прекращает расследование. Вдруг в городе снова появляется Джугну, желающий отомстить за смерть брата. Но бороться с мафией ему приходится одному.

## Роли
- Салман Хан — Джугну
- Каришма Капур — Шалу
- Прем Чопра — Сундерлал
- Ашок Сараф — Шевалал
- Раза Мурад — Сэр
- Апараджита — вдова
- Бина — Джоти
- Суреш Бхагват — водитель
- Панкадж Дхир — Вишал
- Мохан Джоши — Омиджи
- Пунит Иссар — лидер группы «Племя»
- Сатьяджит — Адиваси

## Саундтрек
Все тексты написаны Самиром, вся музыка написана дуэтом композиторов Ананд-Милинд.
| №   | Название                            | Исполнители                                    | Длительность |
| --- | ----------------------------------- | ---------------------------------------------- | ------------ |
| 1.  | «Hawa Mein Kya Hai»                 | С. П. Баласубраманьям, К. С. Читра             | 5:56         |
| 2.  | «Aayega Aayega» (Part 1)            | Абхиджит, Суреш Вадкар, Кавита Кришнамурти     | 5:17         |
| 3.  | «Chal Naujawan Aage Chal»           | Амит Кумар                                     | 4:14         |
| 4.  | «He Param Pita Parmeshwar»          | Садхана Саргам                                 | 4:20         |
| 5.  | «Hum Saare Bekar»                   | Абхиджит, Джолли Мукхерджи, Кавита Кришнамурти | 6:31         |
| 6.  | «Jalnewale To Jalte Rahenge»        | С. П. Баласубраманьям, К. С. Читра             | 5:09         |
| 7.  | «Na Na Na Aana»                     | Сапна Мукерджи                                 | 5:11         |
| 8.  | «Aayega Aayega» (Part 2)            | Абхиджит, Суреш Вадкар, Кавита Кришнамурти     | 1:42         |
| 9.  | «Hawa Mein Kya Hai» (Sad)           | С. П. Баласубраманьям, К. С. Читра             | 1:43         |
| 10. | «Hawa Mein Kya Hai» (Jhankar Beats) | С. П. Баласубраманьям, К. С. Читра             | 5:54         |